# Alejandro Garnacho
Alejandro Garnacho Ferreyra (Madrid, 1 de julio de 2004) es un futbolista hispano-argentino que juega de delantero en el Manchester United F. C. de la Premier League de Inglaterra. Es internacional con la selección de fútbol de Argentina.
Garnacho se unió al sistema juvenil del Manchester United procedente del Club Atlético de Madrid en octubre de 2020.

## Trayectoria

### Inicios

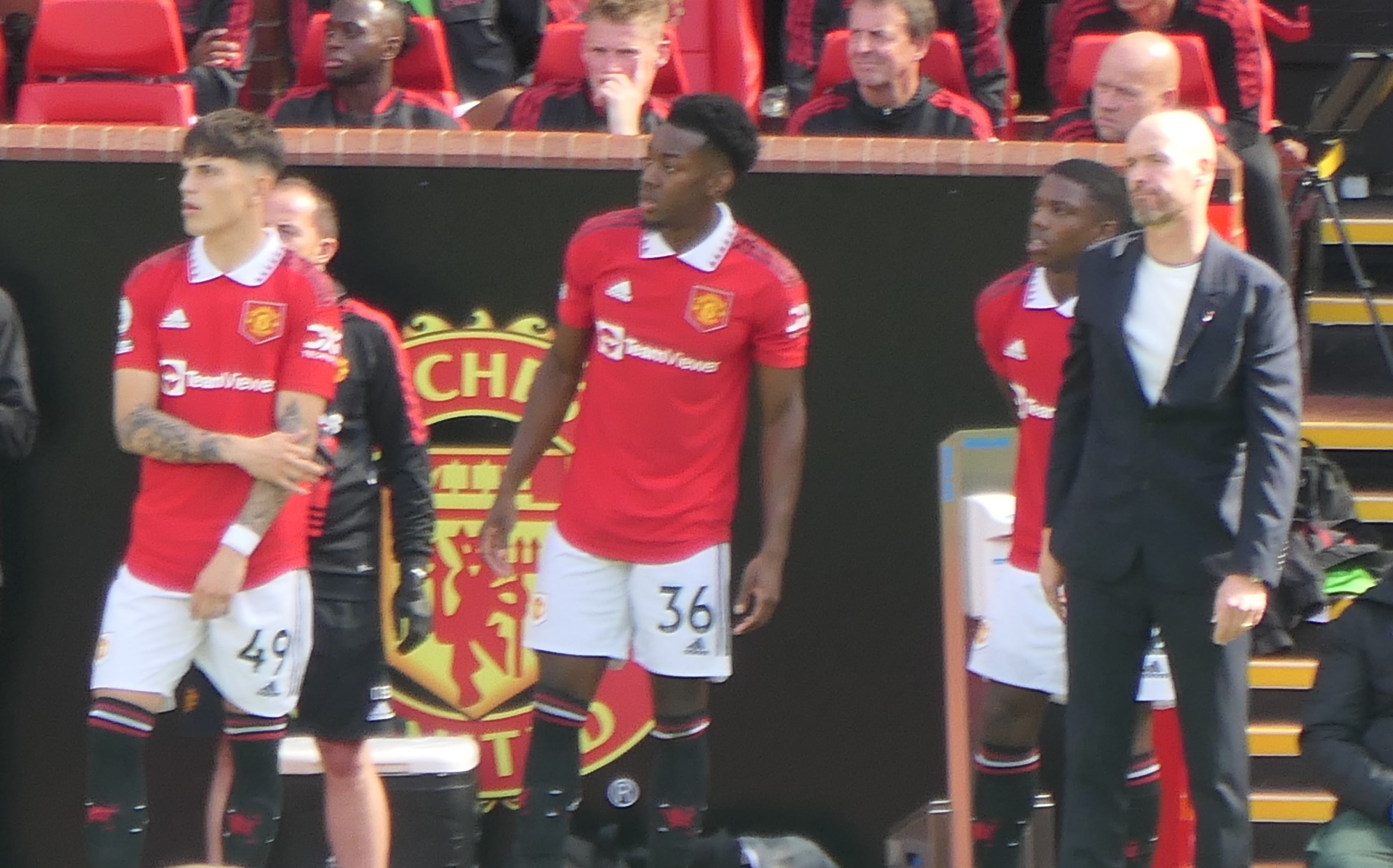
Garnacho con el Manchester United en 2022.

Comenzó a jugar al fútbol en la Escuela Municipal de Arroyomolinos. Luego continuó su desarrollo futbolístico en el Getafe C. F. hasta que, en 2015, fichó por el Atlético de Madrid. En septiembre de 2020 se incorporó al Manchester United para jugar en su equipo juvenil.
Debutó profesionalmente el 28 de abril de 2022 en el empate 1 a 1 frente al Chelsea F. C., reemplazando a Anthony Elanga.
Ganó la FA Cup Juvenil el 11 de mayo del 2022 frente al Nottingham Forest, en un partido que concluyó 3 a 1 con dos goles, uno de penalti, lo que lo convirtió en el jugador más valioso.
El 3 de noviembre del mismo año marcó su primer gol con la camiseta del United en un partido de la Europa League contra Real Sociedad, convirtiéndose además con 18 años y 125 días en el futbolista más joven en anotar un gol en competencias europeas con el Manchester United, superando a George Best.
El 12 de marzo, se lesionó ante el Southampton, por lo que iba a ser baja 2 meses. El 13 de mayo, volvió ante el Wolverhampton Wanderers, entrando al minuto 81 por Jadon Sancho, y al minuto 90+4, aprovechó una contra y anotó su tercer gol en la Premier League. El partido terminó 2-0, en victoria para el United, el otro gol lo hizo Anthony Martial.

### Temporada 2023/24
El 26 de noviembre, marcó su primer gol de la temporada 2023-24 con una chilena desde 14 metros para abrir el marcador en la victoria por 3-0 sobre el Everton Football Club, lo que le valió el gol del mes de noviembre en la Premier League. El 29 de noviembre de 2023, anota su primer gol en Champions League en el empate frente al Galatasaray en el Nef Stadium. El 26 de diciembre de 2023 marcó dos goles (58' y 70') en la victoria 3 a 2 de Mánchester United frente a Aston Villa por la Premier League. El 4 de febrero de 2024 marca nuevamente un doblete en la victoria 3-0 del United ante el West Ham. El 4 de abril de 2024 vuelve a marcar doblete en la derrota contra el Chelsea FC en Stamford Bridge. El 25 de mayo del 2024, disputa la final de la FA Cup 2023-24 contra el Manchester City F.C., la cual vencen al equipo rival con marcador de 1-2, con uno de los goles de su autoría, logrando así la FA Cup por primera vez en su carrera. Al finalizar la temporada, su gol contra el Everton FC, sería nombrado mejor gol de la temporada del Manchester United, de la Premier League y posteriormente ganador del Premio Puskas.

### Temporada 2024/25
Garnacho marcaría su primer gol de la temporada jugando de visitante contra el Southampton FC, el 14 de septiembre de 2024.  Marcaría doblete de goles y otro de asistencias, el 17 de septiembre en la EFL Cup contra el Barnsley FC. En el partido debut del técnico interino Ruud van Nistelrooy, el 30 de octubre, Garnacho marcaría contra el Leicester City FC, en la goleada 5-2.
Alejandro daría una asistencia en el clásico de Inglaterra contra el Liverpool a Amad Diallo en el empate 2-2 por la Premier League y posteriormente asistiría a Bruno Fernandes en la cuarta ronda de la FA Cup contra el Arsenal, partido que el Manchester United terminaría ganando en la tanda de penales.

## Selección nacional
Debido a su ascendencia familiar, puede ser convocado tanto por España (su país natal), como también por Argentina (el país de su madre).

### España
En 2018 fue convocado a la selección española sub-17, donde estuvo presente hasta 2020.

### Argentina

#### Sub-20
En ese mismo año, también fue incluido en la selección de fútbol sub-20 de Argentina, convocado por Javier Mascherano, jugando su primer partido con esta frente a la selección de Estados Unidos. Disputó el torneo Maurice Revello, donde jugó cuatro partidos y marcó cuatro goles, por esto recibió dos distinciones: jugador revelación y mejor gol del torneo.
El 18 de abril de 2023 fue incluido en la pre-lista de Argentina para disputar la Copa Mundial de Fútbol Sub-20 2023 que se realizó en el mismo país, sin embargo, el entrenador de ese momento, Erik ten Hag, decidió que no fuera cedido, por lo que no participó del torneo.

#### Absoluta
Fue incluido por Lionel Scaloni en la convocatoria de la selección de fútbol de Argentina para los partidos de marzo de 2022 de las eliminatorias para la Copa Mundial de Fútbol de 2022, contra Venezuela y Ecuador, sin embargo a último momento salió de la lista por Lucas Boyé.
En el año 2023, fue nuevamente convocado por Lionel Scaloni, para los primeros partidos amistosos tras la consagración del Mundial Catar 2022, contra Panamá y Curazao aunque una sorpresiva lesión en un partido contra Southampton en la Premier League lo dejó fuera de los partidos con Argentina.
Por segunda vez en el año, volvió a ser convocado para formar parte del plantel profesional, de cara a los amistosos durante la fecha FIFA de junio en una gira por Asia. El primer partido se disputó en Beijing, China contra la selección de Australia y el segundo en Yakarta, Indonesia contra la selección local.
En su primera nota a TyC Sports, habló sobre su elección para representar al país y dijo: 

«Toda la familia de mi mamá es de Argentina, siempre vivieron allá. Y la familia de papá de España. Por circunstancias de la vida vino la familia de mi mamá a España. Y estoy muy cercano con la familia de mi mamá, siempre apoyamos a la Selección desde chiquito.
Yo no dudé nada porque me siento argentino, soy argentino también. Apostaron por mí yo lo tenía claro. Es una selección muy grande, una oportunidad muy buena y toda mi familia está muy contenta y me apoyó del minuto uno. No me hace falta jugar tres partidos. Estoy acá, no debuto en esta gira y no importa, yo ya sé que quiero estar con Argentina y ya se dará".

Finalmente tuvo su debut con la selección mayor el 15 de junio de 2023, en un amistoso frente a Australia en China, con victoria albiceleste 2:0. Garnacho ingresó a los 73' en reemplazo del delantero Nicolás González, utilizando el dorsal 27.
Tras sumar minutos en 2023 contra Indonesia y Bolivia, en 2024 contra El Salvador y Costa Rica, además de ser suplente ante Perú, Paraguay, Ecuador y Guatemala, el 15 de junio de 2024 fue confirmado oficialmente para la Copa América Estados Unidos 2024, junto con su compañero de club Lisandro Martínez.

#### Participaciones Copas América
| Torneo            | Sede           | Resultado | Partidos | Goles |
| ----------------- | -------------- | --------- | -------- | ----- |
| Copa América 2024 | Estados Unidos | Campeón   | 1        | 0     |

## Estilo de juego
Garnacho es un delantero enérgico y ha sido elogiado por su velocidad y capacidad de regate, así como por su capacidad para crear ocasiones y llegar al área. Es considerado uno de los prospectos más prometedores de la academia del Manchester United. En el Manchester United, se ha desplegado con frecuencia como extremo en la banda izquierda o derecha.
El entrenador del United, Mike Phelan, lo describió como «todo lo que es el Manchester United» y «un jugador inteligente que entiende su papel en el equipo».
Su estilo de juego ha estado muy influenciado por el de Cristiano Ronaldo, a quien idolatra. Con frecuencia realiza las icónicas celebraciones de gol de Ronaldo mientras él mismo marca goles, lo que lo llevó a ser apodado «El Bichito» por el apodo de Ronaldo «El Bicho».

## Vida personal
Garnacho nació en Madrid, hijo de Alex Garnacho, padre español, y Patricia Ferreyra Fernández, madre argentina.
Está en pareja con Eva García, de nacionalidad española. En abril de 2023, anunciaron que estaban esperando su primer hijo. En octubre de 2023, anunciaron el nacimiento del niño, llamado Enzo, en la ciudad de Mánchester.

## Estadísticas

### Clubes
Actualizado al último partido disputado el 22 de febrero de 2025.
| Club                               | Div.          | Temporada     | Liga  | Liga  | Liga   | Copas nacionales | Copas nacionales | Copas nacionales | Copas internacionales | Copas internacionales | Copas internacionales | Total | Total | Total  |
| Club                               | Div.          | Temporada     | Part. | Goles | Asist. | Part.            | Goles            | Asist.           | Part.                 | Goles                 | Asist.                | Part. | Goles | Asist. |
| ---------------------------------- | ------------- | ------------- | ----- | ----- | ------ | ---------------- | ---------------- | ---------------- | --------------------- | --------------------- | --------------------- | ----- | ----- | ------ |
| Manchester United F. C. Inglaterra | 1.ª           | 2021-22       | 2     | 0     | 0      | -                | -                | -                | -                     | -                     | -                     | 2     | 0     | 0      |
| Manchester United F. C. Inglaterra | 1.ª           | 2022-23       | 19    | 3     | 2      | 9                | 1                | 2                | 6                     | 1                     | 0                     | 34    | 5     | 4      |
| Manchester United F. C. Inglaterra | 1.ª           | 2023-24       | 36    | 7     | 4      | 8                | 2                | 1                | 6                     | 1                     | 0                     | 50    | 10    | 5      |
| Manchester United F. C. Inglaterra | 1.ª           | 2024-25       | 25    | 3     | 2      | 6                | 4                | 4                | 8                     | 1                     | 1                     | 39    | 8     | 7      |
| Manchester United F. C. Inglaterra | Total club    | Total club    | 82    | 13    | 8      | 23               | 7                | 7                | 20                    | 3                     | 1                     | 125   | 23    | 16     |
| Total carrera                      | Total carrera | Total carrera | 82    | 13    | 8      | 23               | 7                | 7                | 20                    | 3                     | 1                     | 125   | 23    | 16     |

## Palmarés

### Campeonatos nacionales
| Título          | Equipo                  | País       | Año     |
| --------------- | ----------------------- | ---------- | ------- |
| Copa de la Liga | Manchester United F. C. | Inglaterra | 2022-23 |
| FA Cup          | Manchester United F. C. | Inglaterra | 2023-24 |

### Campeonatos internacionales
| Título       | Equipo              | Sede           | Año  |
| ------------ | ------------------- | -------------- | ---- |
| Copa América | Selección Argentina | Estados Unidos | 2024 |

### Distinciones individuales
| Distinción                                                     | Año  |
| -------------------------------------------------------------- | ---- |
| Mejor jugador Sub-18 del Manchester United F. C.               | 2022 |
| Mejor jugador del mes de noviembre del Manchester United F. C. | 2022 |
| Mejor jugador del mes de noviembre del Manchester United F. C. | 2023 |
| Mejor gol del mes de noviembre de la Premier League.           | 2023 |
| Mejor jugador del mes de diciembre del Manchester United F. C. | 2023 |
| Once ideal Sub-20 del año por IFFHS.                           | 2023 |
| Mejor gol de la temporada del Manchester United (vs Everton)   | 2024 |
| Mejor gol de la temporada de la Premier League (vs Everton)    | 2024 |
| Mejor jugador de octubre del Manchester United F. C.           | 2024 |
| Premio Puskás                                                  | 2024 |

### Redes sociales
- Alejandro Garnacho en X (antes Twitter)
- Alejandro Garnacho en Instagram

- Datos: Q111366053
- Multimedia: Alejandro Garnacho / Q111366053